# Albatros C.VII
Albatros C.VII – niemiecki dwupłatowy samolot rozpoznawczy z okresu I wojny światowej zbudowany w wytwórni Albatros-Werke GmbH w Berlinie.

## Historia
Problemy konstrukcyjne z samolotem Albatros C.V spowodowały, że w wytwórni Albatros-Werke GmbH rozpoczęto w 1916 roku prace nad jego następcą. Pierwszy projekt, oznaczony jako C.VI, został szybko zarzucony jako nieperspektywiczny. Inżynierowie Robert Thelen i R. Schubert postanowili wykorzystać sprawdzone elementy samolotu C.V oraz samolotów myśliwskich serii D (Albatros D.III i Albatros D.V). Zmianie uległa konstrukcja kadłuba, zrezygnowano z tradycyjnej kratownicy na rzecz układu podłużnic i wręg o przekroju prostokątnym.
Wykorzystano skrzydła z Albatrosa C.V, górne (łącznie z lotkami) z wersji C.V/17 a dolne z wersji C.V/16. Z poprzednika wykorzystano, bez wprowadzania zmian kabinę załogi oraz część ogonową. Również podwozie zostało skopiowane z przednika. Doprowadziło to do powstania udanego samolotu używanego do dalekiego rozpoznania, współpracy z artylerią i do bombardowania. Do końca 1917 roku wyprodukowano 350 egzemplarzy tego samolotu, produkcja była prowadzona w zakładach macierzystych oraz w Ostdeutsche Albatros Werke (OAW w Pile) oraz Bayerische Flugzeug-Werke. Samolot cieszył się dobrą opinię pilotów, dotrwał w służbie frontowej do zakończenia działań wojennych I wojny światowej.

## Użycie w lotnictwie polskim
Po odzyskaniu niepodległości Wojsko Polskie dysponowało bliżej niesprecyzowaną liczbę egzemplarzy samolotu Albatros C.VII (w literaturze pojawiają się szacunki od 2 do 27 egzemplarzy). Dwa płatowce przeszły remont w Centralnych Warsztatach Lotniczych w Warszawie, 2 lub 4 dalsze egzemplarze zmontowano na bazie elementów znalezionych na Stacji Lotniczej Ławica. Został użyty bojowo podczas działań wojennych wojny polsko-bolszewickiej w 3., 4., 5., 6., 14. i prawdopodobnie w 12. eskadrze wywiadowczej. Po zakończeniu walk kilka egzemplarzy przekazano do szkół lotniczych w Toruniu, Ławicy i Grudziądzu, gdzie były użytkowane do 1922 roku. W literaturze lotniczej jako datę wycofania z użytku podawany jest również rok 1925.

## Konstrukcja
Dwumiejscowy dwupłat o konstrukcji drewnianej.
Kadłub o przekroju prostokątnym, zbudowany na układzie podłużnic i wręg, o pokryciu sklejkowym. Przód kadłuba, w okolicy silnika, kryty blachą aluminiową. Wierzch kadłuba wyprofilowany na owal, boki proste, i pokryte sklejką. Za silnikiem mieścił się zbiornik paliwa.
Skrzydła o konstrukcji dwudźwigarowej i dwudzielnej. Płat górny wyposażony w lotki z kompensacją osiową. Komora płatów podobnie jak w poprzednich modelach była dwuprzęsłowa, usztywniona słupkami i naciągami z drutu. Skrzydła kryte płótnem.
Usterzenie o konstrukcji drewnianej, a szkielet sterów spawany z rur stalowych. Pionowy statecznik pokryty sklejką, stateczniki poziome dwudzielne, wolnonośne, pokryte płótnem. Stery z wyważeniem rogowym.
Podwozie trójpunktowe z płozą ogonową.
Napęd – rzędowy, 6-cylindrowy chłodzony wodą silnik Benz Bz.IV o mocy 200 KM (150 kW). Stosowano również silniki: Austro Daimler o mocny 225 KM (166 kW) i Mercedes D IVa o mocy 260 KM (191 kW). W przypadku użycia silnika Benz stosowano pionowe chłodnice umieszczone po obu stronach kadłuba. Egzemplarze użytkowane w lotnictwie polskim miały chłodnice ulowe montowane na centralnej części płata górnego.